# San Sebastián (Botticelli)
San Sebastián es una obra del pintor renacentista italiano Sandro Botticelli, ejecutada en 1474. Mide 195 centímetros de alto y 75 centímetros de ancho. Se encuentra en el Staatliche Museen de Berlín.

## Historia
El cuadro fue colocado con gran ceremonia en 1474 sobre uno de los pilares de la iglesia florentina de Santa Maria Maggiore el día 20 de enero, la fiesta del santo. La ubicación de la pintura explica su formato, inusualmente largo y estrecho. Era costumbre común desde los tiempos medievales fijar pinturas en los pilares interiores de las iglesias. Con el transcurso del tiempo, sin embargo, estas pinturas se quitaron de sus emplazamientos originales, de manera que la perspectiva interior de las iglesias tal como aparecen hoy, con sus pilares sin adornos, de hecho son una imagen inexacta.

## Descripción
Se representa al santo prácticamente desnudo, inmediatamente después del martirio. Su actitud es casi de "distanciamiento", soportando serenamente las seis flechas que se le han disparado. Viste sólo un perizoma o paño de pureza, está en pie y maniatado sobre el tocón de un árbol seco que ha sido cortado en forma de poste y que se alza repentinamente en el centro del cuadro, en frente del paisaje y el cielo. La tortura ha pasado, los torturadores de Sebastián  se alejan y alguno está cazando en busca de garzas. La imagen de los verdugos abandonando el lugar es un tema muy raro que no suele representarse. El paisaje está representado con gran detalle.
En este cuadro de Botticelli la línea tensa y exasperada de sus contemporáneos se flexibiliza en una entonación casi elegíaca (M. Bacci). Dejando a un lado el cuerpo de Holofernes muerto en El descubrimiento del cadáver de Holofernes (1470-1472), puede considerarse que este San Sebastián es el primer desnudo masculino del arte florentino desde el David de Donatello. El artista sigue las ideas clásicas en sus proporciones armónicas y equilibrado "contrapposto". Sin embargo, hay cierta inseguridad que se revela en el acortamiento de los pies del santo, confirmando que este cuadro pertenece a la fase primera de Botticelli.